# Beijing 2008 (videojuego)
Beijing 2008 es el videojuego olímpico oficial de los Juegos Olímpicos de 2008 celebrados en Beijing. Fue desarrollado por Eurocom y publicado por Sega. El juego cuenta con 32 equipos nacionales y 38 eventos. Además, por primera vez en los videojuegos olímpicos, se incluye un modo en línea.

## Eventos
Los siguientes eventos aparecen en el juego:
| - Atletismo - Pista - 100 metros - 200 metros - 400 metros - 800 metros - 1500 metros - 100 metros vallas (solo femenino) - 110 metros vallas (solo masculino) - Campo - Salto de altura - Salto con pértiga - Salto largo - Salto triple - Lanzamiento de bala - Lanzamiento de disco - Lanzamiento de martillo - Lanzamiento de jabalina - Deportes acuáticos - Natación - 50 metros libres (solo masculino) - 1000 metros libres - 100 metros espalda (solo masculino) - 100 metros mariposa (solo masculino) - 100 metros pecho (solo masculino) - Clavados - 3 metros trampolín (solo femenino) - 10 metros palataforma (solo femenino) | - Gimnasia - Barras paralelas (solo masculino) - Salto de caballo (solo masculino) - Anillas (solo masculino) - Ejercicio de suelo (solo femenino) - Viga de equilibrio (solo femenino) - Barras asimétricas (solo femenino) - Tiro (todos los eventos solo masculino) - Tiro al plato - Pistola de aire comprimido de 10 m - Pistola de fuego rápido de 25 m - Otros deportes - Arquería, individual (solo femenino) - Levantamiento de pesas, +105 kg (solo masculino) - Ciclismo (pista), persecución por equipos (solo masculino) - Canotaje, kayak individual (solo masculino) - Judo, 81-90 kg (solo masculino) - Tenis de mesa, sencillos (solo masculino) |

Además, el juego admite la competencia en el decatlón masculino o heptatlón femenino, 5, 10 o 20 eventos aleatorios, o todos los eventos. Es posible participar en todos los eventos masculinos y femeninos de forma individual.

## Naciones representadas

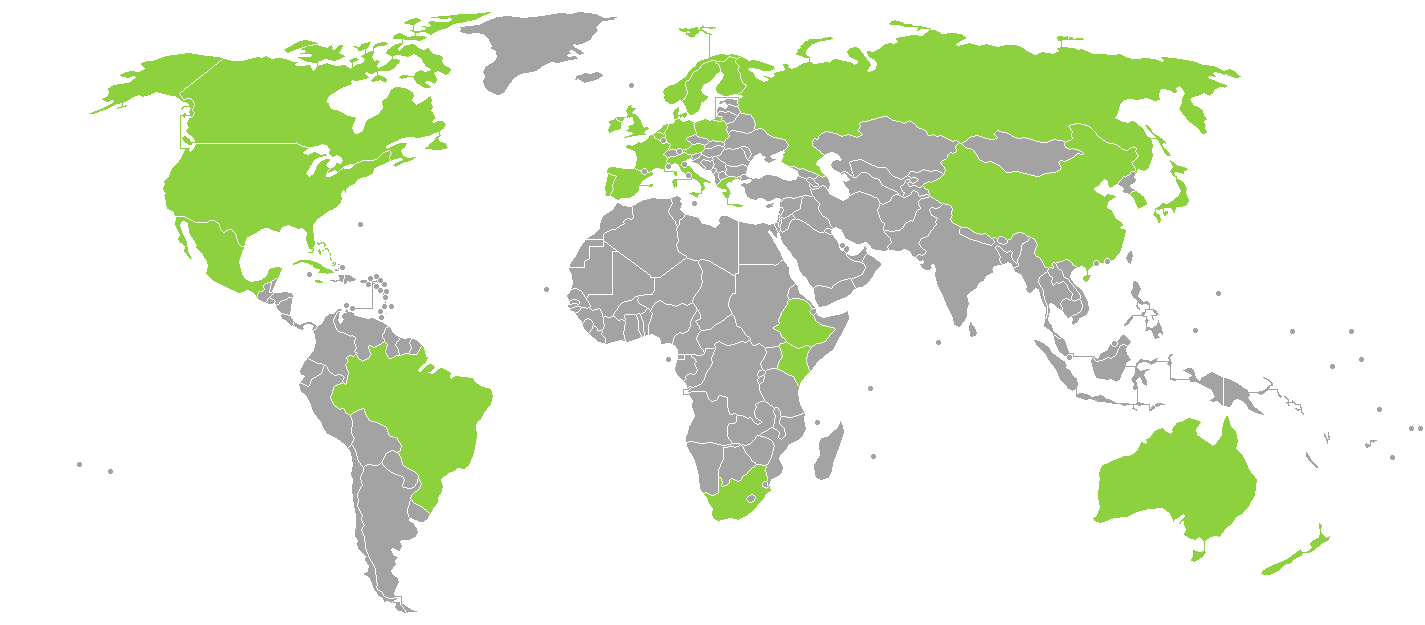
Países jugables

Las naciones representadas en el juego son las siguientes:
| - Alemania - Australia - Austria - Bahamas - Bélgica - Brasil - Canadá - China | - Corea del Sur - Cuba - Dinamarca - España - Estados Unidos - Etiopía - Finlandia - Francia | - Grecia - Irlanda - Italia - Jamaica - Japón - Kenia - México - Noruega | - Nueva Zelanda - Países Bajos - Polonia - Portugal - Reino Unido - Rusia - Sudáfrica - Suecia |

## Recepción
Beijing 2008 recibió críticas "mixtas" en todas las plataformas, según el sitio web de agregación de reseñas Metacritic. GameSpot dijo sobre el juego, "presionar botones rápidamente no es divertido", y señaló una dificultad excesiva. En Japón, Famitsu le dio una puntuación de dos 3.0 y dos 4.0 para la versión de PlayStation 3; y dos 4.0, un 5.0 y un 3.0 para la versión Xbox 360.